# بیل لایمبر
بیل لایمبر (انگلیسی: Bill Laimbeer؛ زادهٔ ۱۹ مهٔ ۱۹۵۷) بازیکن بسکتبال اهل ایالات متحده آمریکا است.
از فیلم‌ها یا برنامه‌های تلویزیونی که وی در آن نقش داشته‌است می‌توان به زبر و زرنگها! اشاره کرد.
از باشگاه‌هایی که در آن بازی کرده‌است می‌توان به کلیولند کاوالیرز و دیترویت پیستونز اشاره کرد.